# 中國—哥倫比亞關係
中國—哥倫比亞關係（西班牙語：Relaciones China-Colombia），是指歷史上的中國和哥倫比亞共和国之間的外交關係。

## 歷史

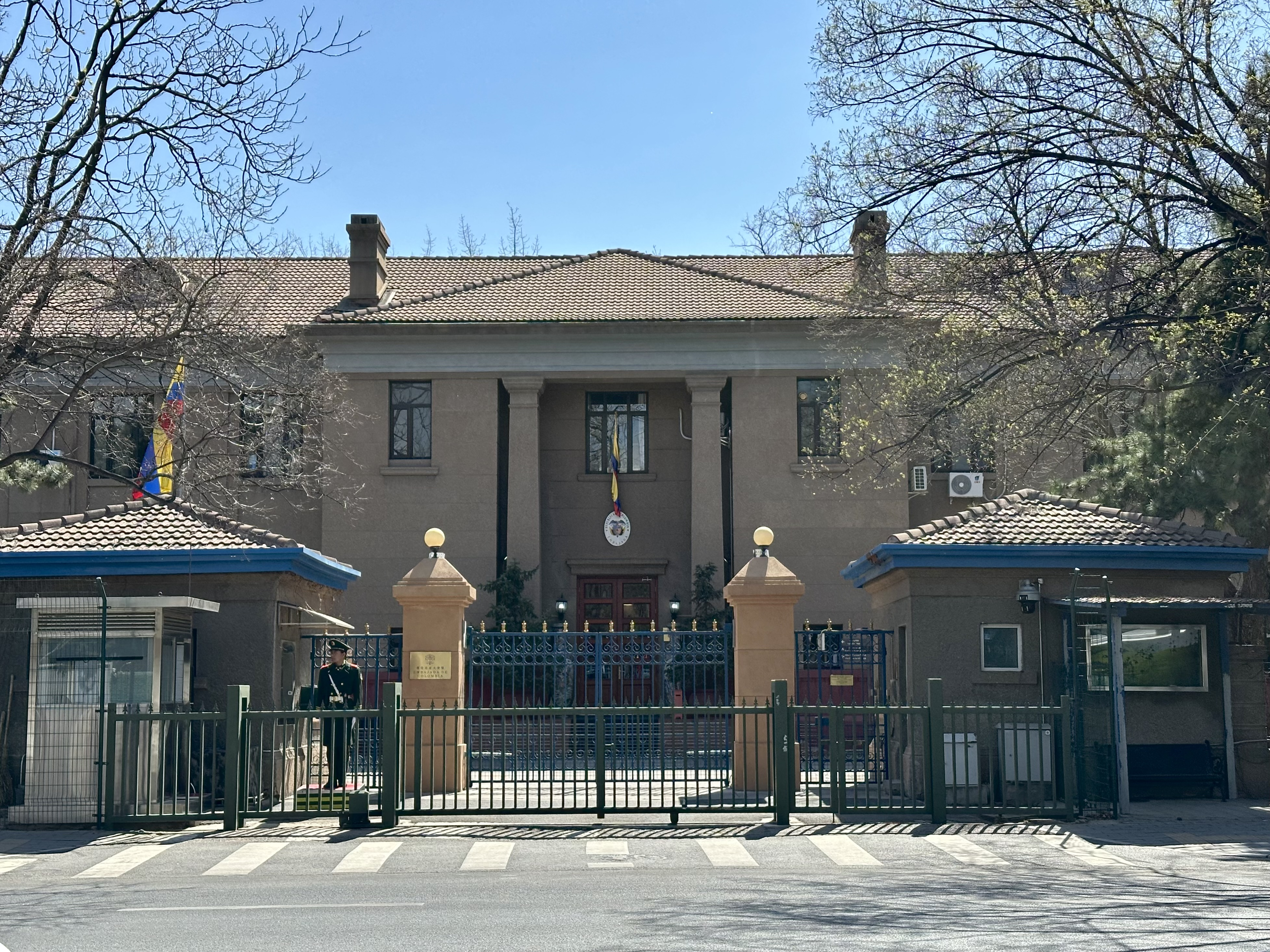
哥伦比亚驻华大使馆

1941年4月9日，中华民国与哥伦比亚建立公使级外交关系，到1949年中华人民共和国成立时，哥伦比亚继续与中华民国维持外交关系，直到1980年承认中华人民共和国为止。
1980年2月7日，中华人民共和国和哥伦比亚共和国建立外交关系。同年6月、9月，两国互设大使馆。2011年12月，双方就哥在上海设立总领馆达成协议。自從建交以来，两国关系稳步发展，各领域交流与合作不断扩大，在国际事务中保持良好合作。

## 經貿關係
中哥兩國政府自1986年6月在北京召開第一屆經貿混委會以來，已舉行八屆混委會。中國是哥倫比亞第二大貿易夥伴，哥倫比亞是中國在拉美第五大貿易夥伴。據中國海關統計，2022年，中國和哥倫比亞雙邊貨物貿易額為226.42億美元，同比增長13.4％，其中中國出口156億美元，同比增長8.7％；進口70.42億美元，同比增長25.3％。中國主要出口電話機、電腦、鋼鐵、有機化學品、車輛及其零附件等商品，自哥倫比亞主要進口原油、鎳鐵、廢銅、生皮及皮革等商品。迄今，中國在哥倫比亞累计投资约15亿美元，主要涉及石油、通讯等领域。

## 文化關係

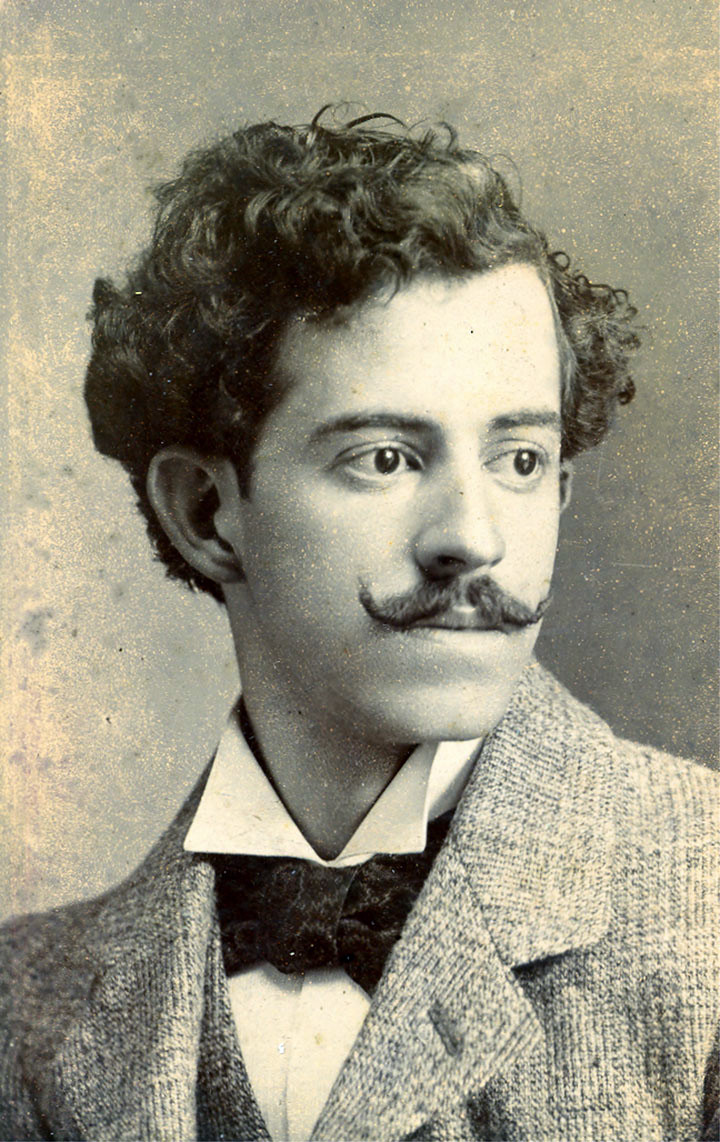
哥伦比亚诗人吉列尔莫·巴伦西亚曾经系统地翻译了中国古代诗集。

1928年，哥伦比亚诗人吉列尔莫·巴伦西亚将法国人翻译的唐诗集《玉笛》翻译成西班牙文，并改名为《震旦集》，成为了中国诗词最早的、集中性的西班牙文译作。
中国的文化艺术团组以及篮球、排球、乒乓球、跳水、象棋队等运动员代表团先后访問哥倫比亞並就此展览。哥倫比亞国家剧院、民族歌舞团等也曾访华，并且在华举办美术、摄影和古代金饰等展览。
1960年至2010年間，哥倫比亞有308名奖学金留学生在华留学。2011年，共有723名哥伦比亚留学生在华学习，其中奖学金生112名。2005年4月，哥倫比亞开始向中國提供奖学金名额。截至目前已有104名中国留学生前赴哥倫比亞学习。
目前中國在哥伦比亚设有两所孔子学院、1个孔子课堂。分别是安第斯大学孔子学院、麦德林市孔子学院和新格拉纳达孔子课堂。

## 軍事關係
1993年3月，中国首任驻哥倫比亞武官赴任。1996年12月，哥倫比亞首任驻华武官抵任。

## 外部連結
- 中華人民共和國駐哥倫比亞共和國大使館官方網站（简体中文）（西班牙文）
  - 中華人民共和國駐哥倫比亞共和國大使館經濟商務處官方網站（简体中文）
- 哥倫比亞駐華大使館官方網站（简体中文）（西班牙文）